# Hammaptera praderia
Hammaptera praderia là một loài bướm đêm trong họ Geometridae.